# Gabriele Preuß
Gabriele Preuß (* 27. September 1954 in Dortmund) ist eine deutsche Politikerin (SPD). Bei der Europawahl 2014 wurde sie in das Europäische Parlament gewählt. Bei der Wahl 2019 hat sie nicht mehr kandidiert.

## Leben

### Herkunft und Familie
Preuß ist ausgebildete Handwerksmeisterin und Industriekauffrau. Sie ist verheiratet und Mutter eines Sohnes.

### Politik
1999 wurde sie in den Stadtrat von Gelsenkirchen gewählt. Seit den Kommunalwahlen in Nordrhein-Westfalen 2004 war sie dort Bürgermeisterin und damit 1. Stellvertreterin des Oberbürgermeisters.
Sie war zunächst bei den Falken und Jusos aktiv und trat 1970 in die SPD ein. Von 2000 bis 2014 war sie Beisitzerin im SPD-Vorstand von Gelsenkirchen und Vorsitzende des Ortsvereins Gelsenkirchen-Bismarck. Ihr Schwerpunkt liegt in der Wirtschafts- und Strukturpolitik. Sie war dort  Mitglied mehrerer Ausschüsse.
Seit 2014 war sie Mitglied des Europäischen Parlaments und dort Mitglied des Ausschusses für Verkehr und Fremdenverkehr, des Petitionsausschusses des Europäischen Parlaments und der Delegation im Gemischten Parlamentarischen Ausschuss EU-Türkei sowie Stellvertreterin des Ausschusses für Umweltfragen, öffentliche Gesundheit und Lebensmittelsicherheit und der Delegation im Gemischten Parlamentarischen Ausschuss EU-Ehemalige Jugoslawische Republik Mazedonien.

### Ehrenamt
Sie war im Aufsichtsrat der Stadtwerke Gelsenkirchen sowie im Verwaltungsrat der örtlichen Sparkasse und in der Verbandsversammlung Regionalverband Ruhr (RVR).
Darüber hinaus ist Preuß u. a. Mitglied im Deutsch-Türkischen Freundeskreis, im Förderverein Büyükçekmece und von ver.di.